# ファイヨー・オン・ザ・バイユー
『ファイヨー・オン・ザ・バイユー』（Fiyo on the Bayou）は、アメリカ合衆国のR&Bグループ、ネヴィル・ブラザーズが1981年にA&Mレコードから発表した2作目のスタジオ・アルバム。

## 背景
収録曲のうち2曲は、アート・ネヴィルが所属していたミーターズの曲のリメイクで、「ヘイ・ポッキー・ウェイ」はアルバム『Rejuvenation』（1974年）に「Hey Pocky A-Way」というタイトルで収録されており、「ファイヤー・オン・ザ・バイユー」は1975年にリリースされた同名アルバムからの曲である。アーロン・ネヴィルは、それに関して「これらの曲をもっと多くの人々に聴いてほしかった」とコメントしている。
「ブラザー・ジョン」は、ヒューイ・"ピアノ"・スミスのクラウンズで活躍したシンガーでありマルディグラ・インディアンのビッグ・チーフでもあった"スカーフェイス"・ジョン・ウィリアムズを追悼してシリルが書き、ワイルド・チャピトゥーラスのデビュー作『The Wild Tchoupitoulas』(1976年）で演奏されたもの。
「モナ・リザ」はナット・キング・コールの歌唱で大ヒットした曲のカヴァー。本作のレコーディングに当たって、ネヴィル・ブラザーズのファンだったベット・ミドラーがプロデューサーのジョエル・ドーンを紹介したという経緯があり、本作ではミドラーに捧げる歌として取り上げられた。
「ファイヤー・オン・ザ・バイユー」と「シッティング・イン・リンボー」ではシシー・ヒューストンがボーカル・アレンジを担当し、娘のホイットニー・ヒューストンと共にバックグラウド・ボーカルで参加している。

## 反響・評価
本作はBillboard 200で166位に達し、バンド初の全米チャート入りを果たした。本作からは「シッティング・イン・リンボー」がシングル・カットされたが、シングルの方はチャート入りを果たせなかった。
音楽評論家のロバート・クリストガウは本作にB+を付け「ジャック・ニッチェがプロデュースした前作と違い、このアルバムはガンボのような響きで、魂は上向きになり肉体は抗えない」と評している。また、キース・リチャーズは本作を、1981年に発表された最高のアルバムの一つと評した。『ローリング・ストーン』誌が選出した「1980年代のベスト・アルバム」では66位にランク・イン。

## 収録曲
1. ヘイ・ポッキー・ウェイ "Hey Pocky Way" (Art Neville, George Porter, Joseph Modeliste, Leo Nocentelli) – 4:13
2. スウィート・ハニー・ドリッパー "Sweet Honey Dripper" (Art Neville) – 5:18
3. ファイヤー・オン・ザ・バイユー "Fire on the Bayou" (Art Neville, Cyril Neville, G. Porter, J. Modeliste, L. Nocentelli) – 5:18
4. テン・コマンドメンツ・オブ・ラヴ "Ten Commandments of Love" (Marshall Paul) – 3:45
5. シッティング・イン・リンボー "Sitting in Limbo" (Guilly Bright-Plummer, Jimmy Cliff) – 4:14
6. ブラザー・ジョン/アイコ・アイコ "Brother John / Iko Iko" (Cyril Neville, Earl King) – 5:36
7. モナ・リザ（ベット・ミドラーに捧ぐ） "Mona Lisa" (Jay Livingston, Ray Evans) – 3:46
8. ラン・ジョー "Run Joe" (Joe Willoughby, Louis Jordan, Walter Merrick) – 3:35

## 参加ミュージシャン
- アーロン・ネヴィル - ボーカル
- アート・ネヴィル - キーボード、ボーカル
- チャールズ・ネヴィル - サクソフォーン、パーカッション
- シリル・ネヴィル - パーカッション、ボーカル
- レオ・ノセンテリ - ギター(all songs)、ベース(on #5)
- デヴィッド・バラード - ベース
- ハーマン・アーネスト - ドラムス

ホーン・セクション
- デヴィッド・ファットヘッド・ニューマン - テナー・サクソフォーン・ソロ
- アマディ・キャステネル - サクソフォーン
- カール・ブロウイン - バリトン・サクソフォーン
- ジム・ウェバー - トランペット
- ジョセフ・フォックス - トランペット
- ジム・ダッガン - トロンボーン
- ワーデル・カゼア - ピアノ(on #4)、ホーン・アレンジ、ストリングス・アレンジ
- レオン・ペンダーヴィス - ストリングス・アレンジ
- アル・ブラウン - ストリングス・コントラクター

ゲスト・ミュージシャン
- ドクター・ジョン、キーボード(on #6, #8)、パーカッション(on #6)、アレンジ(on #6, #8)
- ラルフ・マクドナルド - パーカッション(on #1, #2, #5, #8)
- アイヴァン・ネヴィル - パーカッション(on #3)
- チャールズ・ネヴィル・ジュニア - パーカッション(#3)
- ケネス・ウィリアムス - パーカッション(on #3)
- Quay Hozchen - バックグラウンド・ボーカル(on #2)
- ザック・サンダース - バックグラウンド・ボーカル(on #2)
- バビ・フロイド - バックグラウンド・ボーカル(on #2)
- シシー・ヒューストン - ボーカル・アレンジ、バックグラウンド・ボーカル(on #3, #5)
- ホイットニー・ヒューストン - バックグラウンド・ボーカル(on #3, #5)
- エルテサ・ウェザーズバイ - バックグラウンド・ボーカル(on #3, #5)
- シャーメイン・ネヴィル - バックグラウンド・ボーカル(on #3)